# Phats & Small
Phats & Small es un dúo de música electrónica británica formado en Brighton, en 1998, y compuesto por Jason "Phats" Hayward y Russell Small. Son más conocidos por la canción ''Turn Around'', el cual se hizo popular a nivel mundial en 1999.

## Carrera musical
Phats & Small apareció en 1998 con la canción  "Turn Around", una pista que presentó samples la canción de Toney Lee "Reach Up" y la canción de Change ''The Glow Of Love''. La canción debutó en número tres en UK Singles Chart, antes de subir al número dos, acumulando £5,000 en total debido al contrato de grabación. Ben Ofodeu aparece en el video imitando las voces. En lanzamientos futuros aparecería, pero en ''Turn Around'' presentaba la voz de Lee. Sin embargo Ofodeu ha sido conocido como el interpretante de la canción en vivo. En 1999, sacaron su primer álbum llamado, ''Now Phats What I Small Music''. Ofodeu cantó en dos canciones, ''Feel Good'' y ''Tonite'', las cuales también se lanzaron como sencillos. En 1999, Phats & Small también fueron consiguiendo notoriedad por hacer remixes de la canción ''September'' de Earth, Wind & Fire y ''Ain't That a Lot of Love'' de Simply Red. 
Ofodeu dejó el grupo para seguir una carrera en solitario como cantante, compositor y productor, siendo así Tony Thompson ascendido a vocalista principal. Tony cantó en la mayoría de canciones en el segundo álbum de Phats & Small, ''This Time Around'', lanzado en 2001, coproducido por Jimmy Gomez.
Después de un tiempo lejos de los estudios de grabación, Phats & Small regresarían en 2005 con un nuevo vocalista, Ryan Molloy, y con un nuevo álbum, ''Soundtrack to Our Lives'' junto al sencillo ''Sun Comes Out'', siendo esta cantada por Ofodeu que regresaba junto a una nueva vocalista, Carrie Luer.
En 2016, una versión nueva de "Turn Around" estuvo hecho presentando nuevas voces de Ofoedu.

## Discografía

### Álbumes
| Now Phats What I Small Music                                                                  | - Fecha de lanzamiento: 11 de noviembre de 1999 - Discografía: Multiply Records - Formatos: LP, CS, CD | 102 | 75 | 19 | 84 | 52 |
| This Time Around                                                                              | - Fecha de lanzamiento: 18 de junio de 2001 - Discografía: Multiply Records - Formatos: CS, CD         | —   | —  | —  | —  | —  |
| Soundtrack to Our Lives                                                                       | - Año de lanzamiento: 2004 - Discografía: Modul - Formatos: CD                                         | —   | —  | —  | —  | —  |
| "—" Denota elementos que no fueron clasificados o no fue lanzado al aire en aquel territorio. | |     |    |    |    |    |

### Sencillos
| Año                                                                                           | Título                      | Posición | Posición | Posición | Posición | Posición | Posición | Posición | Posición | Posición | Posición | Certificaciones                     | Álbum                        |
| Año                                                                                           | Título                      | UK       | UK Dance | BEL      | EUR      | FRA      | GER      | IRE      | NED      | SCO      | SWI      | Certificaciones                     | Álbum                        |
| --------------------------------------------------------------------------------------------- | --------------------------- | -------- | -------- | -------- | -------- | -------- | -------- | -------- | -------- | -------- | -------- | ----------------------------------- | ---------------------------- |
| 1999                                                                                          | "Turn Around"               | 2        | 1        | 2        | 12       | 9        | 18       | 7        | 10       | 2        | 8        | - UK: Platino - BEL: Oro - FRA: Oro | Now Phats What I Small Music |
| 1999                                                                                          | "Feel Good"                 | 7        | 4        | 21       | 28       | 35       | 64       | 25       | 46       | 15       | 20       |                                     | Now Phats What I Small Music |
| 1999                                                                                          | "Tonite"                    | 11       | 26       | 44       | 48       | —        | 36       | —        | 40       | 13       | 15       |                                     | Now Phats What I Small Music |
| 2000                                                                                          | "Harvest for the World"     | —        | —        | —        | —        | —        | 90       | —        | —        | —        | 59       |                                     | Now Phats What I Small Music |
| 2001                                                                                          | "This Time Around"          | 15       | 9        | —        | 62       | —        | 92       | 46       | —        | 23       | 61       |                                     | This Time Around             |
| 2001                                                                                          | "Change"                    | 45       | 30       | —        | —        | —        | 96       | —        | —        | 46       | 96       |                                     | This Time Around             |
| 2001                                                                                          | "Respect the Cock''         | —        | —        | —        | —        | —        | —        | —        | —        | —        | —        |                                     | This Time Around             |
| 2003                                                                                          | " You're Rude (Get Fucked)" | —        | —        | —        | —        | —        | —        | —        | —        | —        | —        |                                     |                              |
| 2004                                                                                          | "Sun Comes Out"             | —        | —        | 30       | —        | —        | 57       | —        | 45       | —        | —        |                                     | Soundtrack to Our Lives      |
| "—" Denota elementos que no fueron clasificados o no fue lanzado al aire en aquel territorio. |                             |          |          |          |          |          |          |          |          |          |          |                                     |                              |